# 賄い料理
賄い料理（まかない りょうり）は、本来は飲食店において客に出すのではなく、従業員の食事用に作られる料理。単に「賄い」と呼ばれることも多い。修行中の若い料理人に作らせることが多い。
ただし「賄い」と称する料理をメニューに載せ一般客に販売する飲食店もある一方で、従業員の食事として通常メニューを（無料もしくは割引価格で）提供する店もあるため、その区別は必ずしも明確ではない。
ヨーロッパには「賄い」に直接相当する言葉は無く、フランスでは「ペルソネル（personnel）（従業員）」、「マンジェ（manger）（食べる）」。イタリアでは「プランツォ（pranzo）（昼食）」、「マンジャーレ（mangiare）（食べる）」と呼ぶことが一般的である。

## 賄い料理の商品化
賄い料理の中には、後に一般販売されるようになったものもある。以下にそのような料理を挙げる。
- オムライス[2]
- カレー鍋
- コブサラダ[3]
- サンマーメン
- 台湾ラーメン[4]
- チキン南蛮
- つけ麺
- 天むす[5]
- ハントンライス[6]
- 目丼
- 焼豚玉子飯
- 肉吸い